# Pluralizm polityczny
Pluralizm polityczny – w państwach demokratycznych jedna z zasad funkcjonowania parlamentarnych systemów partyjnych, polegająca na istnieniu dwóch lub więcej partii politycznych reprezentujących różne programy i orientacje, walczących o zdobycie władzy w państwie. Oznacza wolność funkcjonowania wielu organizacji w państwie. Istotnym wskaźnikiem pluralizmu jest zatem legalność i swoboda działania opozycji politycznej.
Zasada ta zakłada wolność tworzenia partii politycznych i równorzędną rywalizację różnych ugrupowań bez stwarzania prawnie uprzywilejowanej pozycji dla jednej z nich. Przyznanie jednej partii roli kierowniczej, przewodniej jest sprzeczne z zasadą pluralizmu politycznego. Systemy partyjne w krajach, których ustrojem jest demokracja parlamentarna, funkcjonują w oparciu o trzy podstawowe zasady: pluralizmu politycznego, wolnej gry sił politycznych oraz legalnej opozycji.
Zasada pluralizmu politycznego wywodzi się z idei wolności jednostki oraz równości wszystkich obywateli w suwerennym i zróżnicowanym społeczeństwie demokratycznym.
W systemie demokracji pluralistycznej społeczeństwo postrzegane jest jako całość złożona z jednostek i grup społecznych, które dążą do realizacji własnych interesów. Społeczeństwo jest silnie zróżnicowane pod względem politycznym, ekonomicznym - jest więc pluralistycznie zbudowane. Jednostki dla osiągnięcia wspólnych celów organizują się tworząc organizacje polityczne, ideologiczne, kulturowe o charakterze dobrowolnym. Organizacje te na drodze wzajemnej walki i konkurencji, respektując obowiązujące reguły demokratyczne, dążą do zdobycia władzy. Zasada pluralizmu politycznego odnosi się tylko do partii działających legalnie, akceptujących podstawowe zasady ustroju państwa, zawarte w konstytucji tego państwa.
Przeciwieństwem pluralizmu politycznego jest zasada koncentracji i monopolizacji władzy. W koncepcjach socjalistycznych uprzywilejowaną pozycję miała partia klasy robotniczej.
Istnieją dwie propozycje sprzyjające urzeczywistnieniu zasady pluralizmu politycznego. Jedna z nich zakłada, że należy w większym stopniu niż dotychczas otworzyć systemy partyjne na zróżnicowane interesy społeczne. Druga postuluje przyznanie szerokich prerogatyw organizacjom społecznym oraz dopuszczenie do rywalizacji różnych grup społecznych. Obie koncepcje mają na celu zapobieganie monopolizacji władzy w rękach jednej partii czy organizacji.